# Pseudometopia amblardii
Pseudometopia amblardii är en insektsart som först beskrevs av Victor Antoine Signoret 1855.  Pseudometopia amblardii ingår i släktet Pseudometopia och familjen dvärgstritar. Inga underarter finns listade i Catalogue of Life.